# 2018-as Giro d’Italia
A 2018-as Giro d’Italia volt a háromhetes olasz kerékpáros körversenyének 101. kiírása. A verseny Izrael fővárosában, Jeruzsálemben rajtolt május 4-én és május 27-én Rómában ért véget.
A címvédő Tom Dumoulin volt, aki ebben az évben is az esélyesek között volt többek között Chris Froome, Fabio Aru és Thibaut Pinot mellett.
A győztes végül Chris Froome lett, aki a 19. szakaszon aratott domináns győzelmével vette át a rózsaszín trikót Simon Yatestől, aki azt a 6. szakasz óta viselte. A második helyen 1 percnél is kevesebb hátránnyal az egy évvel ezelőtti győztes Tom Dumoulin végzett. A harmadik helyért – és egyben a fehér trikóért – még az utolsó hegyi szakaszon is ádáz küzdelem folyt Miguel Ángel López és Richard Carapaz között, amit végül a kolumbiai nyert meg. A további esélyesek közül Domenico Pozzovivo az 5., Simon Yates a 21. helyen végzett, az utolsó szakaszig dobogós helyen álló Thibaut Pinot pedig az utolsó előtti szakaszon adta fel a viadalt.
Froome ezzel a győzelmével egyszerre volt címvédő az olasz, a francia és a spanyol körversenyeken.

## Részt vevő csapatok
A versenyen 22 csapat képviseli magát 176 versenyzővel.

### World Tour csapatok
| - AG2R La Mondiale - Astana - Bahrain–Merida - BMC Racing Team - Bora–Hansgrohe - EF Education First–Drapac p/b Cannondale |  | - Groupama–FDJ - Katyusa–Alpecin - Lotto Soudal - Mitchelton–Scott - Movistar Team - Quick Step Floors |  | - Team Dimension Data - Team Lotto NL–Jumbo - Team Sky - Team Sunweb - Trek–Segafredo - UAE Team Emirates |

### Pro-kontinentális csapatok
| - Bardiani–CSF - Wilier Triestina–Selle Italia |  | - Androni–Sidermec–Bottecchia |  | - Israel Cycling Academy |

## Szakaszok
| Szakasz | Dátum     | Rajt                    | Cél                     | Táv       | Domborzat | Győztes                                   |
| ------- | --------- | ----------------------- | ----------------------- | --------- | --------- | ----------------------------------------- |
| 1.      | május 4.  | Jeruzsálem              | Jeruzsálem              | 9,7 km    | Időfutam  | Tom Dumoulin (Team Sunweb)                |
| 2.      | május 5.  | Haifa                   | Tel-Aviv                | 167 km    | Sík       | Elia Viviani (Quick Step Floors)          |
| 3.      | május 6.  | Beér-Seva               | Eilat                   | 227 km    | Dombos    | Elia Viviani (Quick Step Floors)          |
|         | május 7.  | Pihenőnap               | Pihenőnap               | Pihenőnap | Pihenőnap | Pihenőnap                                 |
| 4.      | május 8.  | Catania                 | Caltagirone             | 198 km    | Dombos    | Tim Wellens (Lotto Soudal)                |
| 5.      | május 9.  | Agrigento               | Santa Ninfa             | 153 km    | Dombos    | Enrico Battaglin (Team Lotto NL–Jumbo)    |
| 6.      | május 10. | Caltanissetta           | Etna                    | 164 km    | Hegyi     | Esteban Chaves (Mitchelton–Scott)         |
| 7.      | május 11. | Pizzo                   | Praia a Mare            | 159 km    | Sík       | Sam Bennett (Bora–Hansgrohe)              |
| 8.      | május 12. | Praia a Mare            | Montevergine            | 209 km    | Hegyi     | Richard Carapaz (Movistar Team)           |
| 9.      | május 13. | Pesco Sannita           | Gran Sasso              | 225 km    | Hegyi     | Simon Yates (Mitchelton–Scott)            |
|         | május 14. | Pihenőnap               | Pihenőnap               | Pihenőnap | Pihenőnap | Pihenőnap                                 |
| 10.     | május 15. | Penne                   | Gualdo Tadino           | 239 km    | Dombos    | Matej Mohorič (Bahrain–Merida)            |
| 11.     | május 16. | Assisi                  | Osimo                   | 156 km    | Dombos    | Simon Yates (Mitchelton–Scott)            |
| 12.     | május 17. | Osimo                   | Imola                   | 214 km    | Dombos    | Sam Bennett (Bora–Hansgrohe)              |
| 13.     | május 18. | Ferrara                 | Nervesa della Battaglia | 180 km    | Sík       | Elia Viviani (Quick Step Floors)          |
| 14.     | május 19. | San Vito al Tagliamento | Zoncolan                | 186 km    | Hegyi     | Chris Froome (Team Sky)                   |
| 15.     | május 20. | Tolmezzo                | Sappada                 | 176 km    | Hegyi     | Simon Yates (Mitchelton–Scott)            |
|         | május 21. | Pihenőnap               | Pihenőnap               | Pihenőnap | Pihenőnap | Pihenőnap                                 |
| 16.     | május 22. | Trento                  | Rovereto                | 34,2 km   | Időfutam  | Rohan Dennis (BMC Racing Team)            |
| 17.     | május 23. | Riva del Garda          | Iseo                    | 149.5 km  | Dombos    | Elia Viviani (Quick Step Floors)          |
| 18.     | május 24. | Abbiategrasso           | Nevoso                  | 196 km    | Hegyi     | Maximilian Schachmann (Quick Step Floors) |
| 19.     | május 25. | Venaria Reale           | Bardonecchia            | 184 km    | Hegyi     | Chris Froome (Team Sky)                   |
| 20.     | május 26. | Susa                    | Cervinia                | 214 km    | Hegyi     | Mikel Nieve (Mitchelton–Scott)            |
| 21.     | május 27. | Róma                    | Róma                    | 115 km    | Sík       | Sam Bennett (Bora–Hansgrohe)              |

## Összefoglaló

### 1. szakasz
Jeruzsálem → Jeruzsálem
| Helyezés | Rajtszám | Versenyző          | Csapat          | Idő     |
| -------- | -------- | ------------------ | --------------- | ------- |
| 1        | 1        | Tom Dumoulin       | Team Sunweb     | 12' 02" |
| 2        | 61       | Rohan Dennis       | BMC Racing Team | + 2"    |
| 3        | 104      | Victor Campenaerts | Lotto Soudal    | + 2"    |
| 4        | 163      | José Gonçalves     | Katyusa–Alpecin | + 12"   |
| 5        | 162      | Alex Dowsett       | Katyusa–Alpecin | + 16"   |

| Helyezés | Rajtszám | Versenyző          | Csapat          | Idő     |
| -------- | -------- | ------------------ | --------------- | ------- |
| 1        | 1        | Tom Dumoulin       | Team Sunweb     | 12' 02" |
| 2        | 61       | Rohan Dennis       | BMC Racing Team | + 2"    |
| 3        | 104      | Victor Campenaerts | Lotto Soudal    | + 2"    |
| 4        | 163      | José Gonçalves     | Katyusa–Alpecin | + 12"   |
| 5        | 162      | Alex Dowsett       | Katyusa–Alpecin | + 16"   |

### 2. szakasz
Haifa → Tel-Aviv
| Helyezés | Rajtszám | Versenyző         | Csapat                        | Idő        |
| -------- | -------- | ----------------- | ----------------------------- | ---------- |
| 1        | 131      | Elia Viviani      | Quick Step Floors             | 3h 51' 20" |
| 2        | 211      | Jakub Mareczko    | Wilier Triestina–Selle Italia | azonos idő |
| 3        | 73       | Sam Bennett       | Bora–Hansgrohe                | azonos idő |
| 4        | 43       | Niccolò Bonifazio | Bahrain–Merida                | azonos idő |
| 5        | 155      | Sacha Modolo      | EF Education First–Drapac     | azonos idő |

| Helyezés | Rajtszám | Versenyző          | Csapat          | Idő        |
| -------- | -------- | ------------------ | --------------- | ---------- |
| 1        | 61       | Rohan Dennis       | BMC Racing Team | 4h 03' 21" |
| 2        | 1        | Tom Dumoulin       | Team Sunweb     | + 1"       |
| 3        | 104      | Victor Campenaerts | Lotto Soudal    | + 3"       |
| 4        | 163      | José Gonçalves     | Katyusa–Alpecin | + 13"      |
| 5        | 162      | Alex Dowsett       | Katyusa–Alpecin | + 17"      |

### 3. szakasz
Beér-Seva → Eilat
| Helyezés | Rajtszám | Versenyző        | Csapat                        | Idő        |
| -------- | -------- | ---------------- | ----------------------------- | ---------- |
| 1        | 131      | Elia Viviani     | Quick Step Floors             | 5h 02' 09" |
| 2        | 155      | Sacha Modolo     | EF Education First–Drapac     | azonos idő |
| 3        | 73       | Sam Bennett      | Bora–Hansgrohe                | azonos idő |
| 4        | 211      | Jakub Mareczko   | Wilier Triestina–Selle Italia | azonos idő |
| 5        | 178      | Danny van Poppel | Team Lotto NL–Jumbo           | azonos idő |

| Helyezés | Rajtszám | Versenyző      | Csapat          | Idő        |
| -------- | -------- | -------------- | --------------- | ---------- |
| 1        | 61       | Rohan Dennis   | BMC Racing Team | 9h 05' 30" |
| 2        | 1        | Tom Dumoulin   | Team Sunweb     | + 1"       |
| 3        | 163      | José Gonçalves | Katyusa–Alpecin | + 13"      |
| 4        | 162      | Alex Dowsett   | Katyusa–Alpecin | + 17"      |
| 5        | 32       | Pello Bilbao   | Astana          | + 19"      |

### 4. szakasz
Catania → Caltagirone
| Helyezés | Rajtszám | Versenyző        | Csapat                    | Idő        |
| -------- | -------- | ---------------- | ------------------------- | ---------- |
| 1        | 101      | Tim Wellens      | Lotto Soudal              | 5h 17' 34" |
| 2        | 151      | Michael Woods    | EF Education First–Drapac | azonos idő |
| 3        | 171      | Enrico Battaglin | Team Lotto NL–Jumbo       | azonos idő |
| 4        | 118      | Simon Yates      | Mitchelton–Scott          | azonos idő |
| 5        | 71       | Davide Formolo   | Bora–Hansgrohe            | azonos idő |

| Helyezés | Rajtszám | Versenyző    | Csapat           | Idő         |
| -------- | -------- | ------------ | ---------------- | ----------- |
| 1        | 61       | Rohan Dennis | BMC Racing Team  | 14h 23' 08" |
| 2        | 1        | Tom Dumoulin | Team Sunweb      | + 1"        |
| 3        | 118      | Simon Yates  | Mitchelton–Scott | + 17"       |
| 4        | 101      | Tim Wellens  | Lotto Soudal     | + 19"       |
| 5        | 32       | Pello Bilbao | Astana           | + 25"       |

### 5. szakasz
Agrigento → Santa Ninfa
| Helyezés | Rajtszám | Versenyző             | Csapat              | Idő        |
| -------- | -------- | --------------------- | ------------------- | ---------- |
| 1        | 171      | Enrico Battaglin      | Team Lotto NL–Jumbo | 4h 06' 33" |
| 2        | 48       | Giovanni Visconti     | Bahrain–Merida      | azonos idő |
| 3        | 163      | José Gonçalves        | Katyusa–Alpecin     | azonos idő |
| 4        | 136      | Maximilian Schachmann | Quick Step Floors   | azonos idő |
| 5        | 118      | Simon Yates           | Mitchelton–Scott    | azonos idő |

| Helyezés | Rajtszám | Versenyző    | Csapat           | Idő         |
| -------- | -------- | ------------ | ---------------- | ----------- |
| 1        | 61       | Rohan Dennis | BMC Racing Team  | 18h 29' 41" |
| 2        | 1        | Tom Dumoulin | Team Sunweb      | + 1"        |
| 3        | 118      | Simon Yates  | Mitchelton–Scott | + 17"       |
| 4        | 101      | Tim Wellens  | Lotto Soudal     | + 19"       |
| 5        | 32       | Pello Bilbao | Astana           | + 25"       |

### 6. szakasz
Caltanissetta → Etna
| Helyezés | Rajtszám | Versenyző          | Csapat              | Idő        |
| -------- | -------- | ------------------ | ------------------- | ---------- |
| 1        | 111      | Esteban Chaves     | Mitchelton–Scott    | 4h 16' 11" |
| 2        | 118      | Simon Yates        | Mitchelton–Scott    | azonos idő |
| 3        | 81       | Thibaut Pinot      | Groupama–FDJ        | +26"       |
| 4        | 172      | George Bennett     | Team Lotto NL–Jumbo | +26"       |
| 5        | 41       | Domenico Pozzovivo | Bahrain–Merida      | +26"       |

| Helyezés | Rajtszám | Versenyző          | Csapat           | Idő         |
| -------- | -------- | ------------------ | ---------------- | ----------- |
| 1        | 118      | Simon Yates        | Mitchelton–Scott | 22h 46' 03" |
| 2        | 1        | Tom Dumoulin       | Team Sunweb      | + 16"       |
| 3        | 111      | Esteban Chaves     | Mitchelton–Scott | + 26"       |
| 4        | 41       | Domenico Pozzovivo | Bahrain–Merida   | + 43"       |
| 5        | 81       | Thibaut Pinot      | Groupama–FDJ     | + 45"       |

### 7. szakasz
Pizzo → Praia a Mare
| Helyezés | Rajtszám | Versenyző         | Csapat                    | Idő        |
| -------- | -------- | ----------------- | ------------------------- | ---------- |
| 1        | 73       | Sam Bennett       | Bora–Hansgrohe            | 3h 45' 27" |
| 2        | 131      | Elia Viviani      | Quick Step Floors         | azonos idő |
| 3        | 43       | Niccolò Bonifazio | Bahrain–Merida            | azonos idő |
| 4        | 156      | Sacha Modolo      | EF Education First–Drapac | azonos idő |
| 5        | 178      | Danny van Poppel  | Team Lotto NL–Jumbo       | azonos idő |

| Helyezés | Rajtszám | Versenyző          | Csapat           | Idő         |
| -------- | -------- | ------------------ | ---------------- | ----------- |
| 1        | 118      | Simon Yates        | Mitchelton–Scott | 26h 31' 30" |
| 2        | 1        | Tom Dumoulin       | Team Sunweb      | + 16"       |
| 3        | 111      | Esteban Chaves     | Mitchelton–Scott | + 26"       |
| 4        | 41       | Domenico Pozzovivo | Bahrain–Merida   | + 43"       |
| 5        | 81       | Thibaut Pinot      | Groupama–FDJ     | + 45"       |

### 8. szakasz
Praia a Mare → Montevergine
| Helyezés | Rajtszám | Versenyző        | Csapat              | Idő        |
| -------- | -------- | ---------------- | ------------------- | ---------- |
| 1        | 122      | Richard Carapaz  | Movistar Team       | 5h 11' 35" |
| 2        | 71       | Davide Formolo   | Bora–Hansgrohe      | +7"        |
| 3        | 81       | Thibaut Pinot    | Groupama–FDJ        | +7"        |
| 4        | 171      | Enrico Battaglin | Team Lotto NL–Jumbo | +7"        |
| 5        | 118      | Simon Yates      | Mitchelton–Scott    | +7"        |

| Helyezés | Rajtszám | Versenyző          | Csapat           | Idő         |
| -------- | -------- | ------------------ | ---------------- | ----------- |
| 1        | 118      | Simon Yates        | Mitchelton–Scott | 31h 43' 12" |
| 2        | 1        | Tom Dumoulin       | Team Sunweb      | + 16"       |
| 3        | 111      | Esteban Chaves     | Mitchelton–Scott | + 26"       |
| 4        | 81       | Thibaut Pinot      | Groupama–FDJ     | + 41"       |
| 5        | 41       | Domenico Pozzovivo | Bahrain–Merida   | + 43"       |

### 9. szakasz
Pesco Sannita → Gran Sasso
| Helyezés | Rajtszám | Versenyző          | Csapat           | Idő        |
| -------- | -------- | ------------------ | ---------------- | ---------- |
| 1        | 118      | Simon Yates        | Mitchelton–Scott | 5h 54' 13" |
| 2        | 81       | Thibaut Pinot      | Groupama–FDJ     | azonos idő |
| 3        | 111      | Esteban Chaves     | Mitchelton–Scott | azonos idő |
| 4        | 41       | Domenico Pozzovivo | Bahrain–Merida   | +4"        |
| 5        | 122      | Richard Carapaz    | Movistar Team    | +4"        |

| Helyezés | Rajtszám | Versenyző          | Csapat           | Idő         |
| -------- | -------- | ------------------ | ---------------- | ----------- |
| 1        | 118      | Simon Yates        | Mitchelton–Scott | 37h 37' 15" |
| 2        | 111      | Esteban Chaves     | Mitchelton–Scott | + 32"       |
| 3        | 1        | Tom Dumoulin       | Team Sunweb      | + 38"       |
| 4        | 81       | Thibaut Pinot      | Groupama–FDJ     | + 45"       |
| 5        | 41       | Domenico Pozzovivo | Bahrain–Merida   | + 57"       |

### 10. szakasz
Penne → Gualdo Tadino
| Helyezés | Rajtszám | Versenyző        | Csapat                      | Idő        |
| -------- | -------- | ---------------- | --------------------------- | ---------- |
| 1        | 44       | Matej Mohorič    | Bahrain–Merida              | 6h 04' 52" |
| 2        | 14       | Nico Denz        | AG2R La Mondiale            | azonos idő |
| 3        | 73       | Sam Bennett      | Bora–Hansgrohe              | + 34"      |
| 4        | 171      | Enrico Battaglin | Team Lotto NL–Jumbo         | + 34"      |
| 5        | 22       | Davide Ballerini | Androni–Sidermec–Bottecchia | + 34"      |

| Helyezés | Rajtszám | Versenyző          | Csapat           | Idő         |
| -------- | -------- | ------------------ | ---------------- | ----------- |
| 1        | 118      | Simon Yates        | Mitchelton–Scott | 43h 42' 38" |
| 2        | 1        | Tom Dumoulin       | Team Sunweb      | + 41"       |
| 3        | 81       | Thibaut Pinot      | Groupama–FDJ     | + 46"       |
| 4        | 41       | Domenico Pozzovivo | Bahrain–Merida   | + 1' 00"    |
| 5        | 122      | Richard Carapaz    | Movistar Team    | + 1' 23"    |

### 11. szakasz
Assisi → Osimo
| Helyezés | Rajtszám | Versenyző          | Csapat           | Idő        |
| -------- | -------- | ------------------ | ---------------- | ---------- |
| 1        | 118      | Simon Yates        | Mitchelton–Scott | 3h 25' 53" |
| 2        | 1        | Tom Dumoulin       | Team Sunweb      | + 2"       |
| 3        | 71       | Davide Formolo     | Bora–Hansgrohe   | + 5"       |
| 4        | 11       | Alexandre Geniez   | AG2R La Mondiale | + 8"       |
| 5        | 41       | Domenico Pozzovivo | Bahrain–Merida   | + 8"       |

| Helyezés | Rajtszám | Versenyző          | Csapat           | Idő         |
| -------- | -------- | ------------------ | ---------------- | ----------- |
| 1        | 118      | Simon Yates        | Mitchelton–Scott | 47h 08' 21" |
| 2        | 1        | Tom Dumoulin       | Team Sunweb      | + 47"       |
| 3        | 81       | Thibaut Pinot      | Groupama–FDJ     | + 1' 04"    |
| 4        | 41       | Domenico Pozzovivo | Bahrain–Merida   | + 1' 18"    |
| 5        | 122      | Richard Carapaz    | Movistar Team    | + 1' 56"    |

### 12. szakasz
Osimo → Imola
| Helyezés | Rajtszám | Versenyző           | Csapat              | Idő        |
| -------- | -------- | ------------------- | ------------------- | ---------- |
| 1        | 73       | Sam Bennett         | Bora–Hansgrohe      | 4h 49' 34" |
| 2        | 178      | Danny van Poppel    | Team Lotto NL–Jumbo | azonos idő |
| 3        | 43       | Niccolò Bonifazio   | Bahrain–Merida      | azonos idő |
| 4        | 167      | Baptiste Planckaert | Katyusa–Alpecin     | azonos idő |
| 5        | 66       | Jürgen Roelandts    | BMC Racing Team     | azonos idő |

| Helyezés | Rajtszám | Versenyző          | Csapat           | Idő         |
| -------- | -------- | ------------------ | ---------------- | ----------- |
| 1        | 118      | Simon Yates        | Mitchelton–Scott | 51h 57' 55" |
| 2        | 1        | Tom Dumoulin       | Team Sunweb      | + 47"       |
| 3        | 81       | Thibaut Pinot      | Groupama–FDJ     | + 1' 04"    |
| 4        | 41       | Domenico Pozzovivo | Bahrain–Merida   | + 1' 18"    |
| 5        | 122      | Richard Carapaz    | Movistar Team    | + 1' 56"    |

### 13. szakasz
Ferrara → Nervesa della Battaglia
| Helyezés | Rajtszám | Versenyző        | Csapat                    | Idő        |
| -------- | -------- | ---------------- | ------------------------- | ---------- |
| 1        | 131      | Elia Viviani     | Quick Step Floors         | 3h 56' 25" |
| 2        | 73       | Sam Bennett      | Bora–Hansgrohe            | azonos idő |
| 3        | 178      | Danny van Poppel | Team Lotto NL–Jumbo       | azonos idő |
| 4        | 156      | Sacha Modolo     | EF Education First–Drapac | azonos idő |
| 5        | 144      | Ryan Gibbons     | Team Dimension Data       | azonos idő |

| Helyezés | Rajtszám | Versenyző          | Csapat           | Idő         |
| -------- | -------- | ------------------ | ---------------- | ----------- |
| 1        | 118      | Simon Yates        | Mitchelton–Scott | 55h 54' 20" |
| 2        | 1        | Tom Dumoulin       | Team Sunweb      | + 47"       |
| 3        | 81       | Thibaut Pinot      | Groupama–FDJ     | + 1' 04"    |
| 4        | 41       | Domenico Pozzovivo | Bahrain–Merida   | + 1' 18"    |
| 5        | 122      | Richard Carapaz    | Movistar Team    | + 1' 56"    |

### 14. szakasz
San Vito al Tagliamento → Zoncolan
| Helyezés | Rajtszám | Versenyző          | Csapat           | Idő        |
| -------- | -------- | ------------------ | ---------------- | ---------- |
| 1        | 181      | Chris Froome       | Team Sky         | 5h 25' 31" |
| 2        | 118      | Simon Yates        | Mitchelton–Scott | + 6"       |
| 3        | 41       | Domenico Pozzovivo | Bahrain–Merida   | + 23"      |
| 4        | 31       | Miguel Ángel López | Astana           | + 25"      |
| 5        | 1        | Tom Dumoulin       | Team Sunweb      | + 37"      |

| Helyezés | Rajtszám | Versenyző          | Csapat           | Idő         |
| -------- | -------- | ------------------ | ---------------- | ----------- |
| 1        | 118      | Simon Yates        | Mitchelton–Scott | 61h 19' 51" |
| 2        | 1        | Tom Dumoulin       | Team Sunweb      | + 1' 24"    |
| 3        | 41       | Domenico Pozzovivo | Bahrain–Merida   | + 1' 37"    |
| 4        | 81       | Thibaut Pinot      | Groupama–FDJ     | + 1' 46"    |
| 5        | 181      | Chris Froome       | Team Sky         | + 3' 10"    |

### 15. szakasz
Tolmezzo → Sappada
| Helyezés | Rajtszám | Versenyző          | Csapat           | Idő        |
| -------- | -------- | ------------------ | ---------------- | ---------- |
| 1        | 118      | Simon Yates        | Mitchelton–Scott | 4h 37' 56" |
| 2        | 31       | Miguel Ángel López | Astana           | + 41"      |
| 3        | 1        | Tom Dumoulin       | Team Sunweb      | + 41"      |
| 4        | 41       | Domenico Pozzovivo | Bahrain–Merida   | + 41"      |
| 5        | 122      | Richard Carapaz    | Movistar Team    | + 41"      |

| Helyezés | Rajtszám | Versenyző          | Csapat           | Idő         |
| -------- | -------- | ------------------ | ---------------- | ----------- |
| 1        | 118      | Simon Yates        | Mitchelton–Scott | 65h 57' 37" |
| 2        | 1        | Tom Dumoulin       | Team Sunweb      | + 2' 11"    |
| 3        | 41       | Domenico Pozzovivo | Bahrain–Merida   | + 2' 28"    |
| 4        | 81       | Thibaut Pinot      | Groupama–FDJ     | + 2' 37"    |
| 5        | 31       | Miguel Ángel López | Astana           | + 4' 27"    |

### 16. szakasz
Trento → Rovereto
| Helyezés | Rajtszám | Versenyző     | Csapat              | Idő     |
| -------- | -------- | ------------- | ------------------- | ------- |
| 1        | 61       | Rohan Dennis  | BMC Racing Team     | 40' 00" |
| 2        | 166      | Tony Martin   | Katyusa–Alpecin     | + 14"   |
| 3        | 1        | Tom Dumoulin  | Team Sunweb         | + 22"   |
| 4        | 174      | Jos van Emden | Team Lotto NL–Jumbo | + 27"   |
| 5        | 181      | Chris Froome  | Team Sky            | + 35"   |

| Helyezés | Rajtszám | Versenyző          | Csapat           | Idő         |
| -------- | -------- | ------------------ | ---------------- | ----------- |
| 1        | 118      | Simon Yates        | Mitchelton–Scott | 66h 39' 14" |
| 2        | 1        | Tom Dumoulin       | Team Sunweb      | + 56"       |
| 3        | 41       | Domenico Pozzovivo | Bahrain–Merida   | + 3' 11"    |
| 4        | 181      | Chris Froome       | Team Sky         | + 3' 50"    |
| 5        | 81       | Thibaut Pinot      | Groupama–FDJ     | + 4' 19"    |

### 17. szakasz
Riva del Garda → Iseo
| Helyezés | Rajtszám | Versenyző         | Csapat              | Idő        |
| -------- | -------- | ----------------- | ------------------- | ---------- |
| 1        | 131      | Elia Viviani      | Quick Step Floors   | 3h 19' 57" |
| 2        | 73       | Sam Bennett       | Bora–Hansgrohe      | azonos idő |
| 3        | 43       | Niccolò Bonifazio | Bahrain–Merida      | azonos idő |
| 4        | 178      | Danny van Poppel  | Team Lotto NL–Jumbo | azonos idő |
| 5        | 105      | Jens Debusschere  | Lotto Soudal        | azonos idő |

| Helyezés | Rajtszám | Versenyző          | Csapat           | Idő         |
| -------- | -------- | ------------------ | ---------------- | ----------- |
| 1        | 118      | Simon Yates        | Mitchelton–Scott | 69h 59' 11" |
| 2        | 1        | Tom Dumoulin       | Team Sunweb      | + 56"       |
| 3        | 41       | Domenico Pozzovivo | Bahrain–Merida   | + 3' 11"    |
| 4        | 181      | Chris Froome       | Team Sky         | + 3' 50"    |
| 5        | 81       | Thibaut Pinot      | Groupama–FDJ     | + 4' 19"    |

### 18. szakasz
Abbiategrasso → Prato Nevoso
| Helyezés | Rajtszám | Versenyző             | Csapat                      | Idő        |
| -------- | -------- | --------------------- | --------------------------- | ---------- |
| 1        | 136      | Maximilian Schachmann | Quick Step Floors           | 4h 55' 42" |
| 2        | 96       | Rubén Plaza           | Israel Cycling Academy      | + 10"      |
| 3        | 24       | Mattia Cattaneo       | Androni–Sidermec–Bottecchia | + 16"      |
| 4        | 76       | Christoph Pfingsten   | Bora–Hansgrohe              | + 1' 10"   |
| 5        | 205      | Marco Marcato         | UAE Team Emirates           | + 1' 26"   |

| Helyezés | Rajtszám | Versenyző          | Csapat           | Idő         |
| -------- | -------- | ------------------ | ---------------- | ----------- |
| 1        | 118      | Simon Yates        | Mitchelton–Scott | 75h 06' 24" |
| 2        | 1        | Tom Dumoulin       | Team Sunweb      | + 28"       |
| 3        | 41       | Domenico Pozzovivo | Bahrain–Merida   | + 2' 43"    |
| 4        | 181      | Chris Froome       | Team Sky         | + 3' 22"    |
| 5        | 81       | Thibaut Pinot      | Groupama–FDJ     | + 4' 24"    |

### 19. szakasz
Venaria Reale → Bardonecchia
| Helyezés | Rajtszám | Versenyző          | Csapat        | Idő        |
| -------- | -------- | ------------------ | ------------- | ---------- |
| 1        | 181      | Chris Froome       | Team Sky      | 5h 12' 26" |
| 2        | 122      | Richard Carapaz    | Movistar Team | + 3' 00"   |
| 3        | 81       | Thibaut Pinot      | Groupama–FDJ  | + 3' 07"   |
| 4        | 31       | Miguel Ángel López | Astana        | + 3' 12"   |
| 5        | 1        | Tom Dumoulin       | Team Sunweb   | + 3' 23"   |

| Helyezés | Rajtszám | Versenyző          | Csapat        | Idő         |
| -------- | -------- | ------------------ | ------------- | ----------- |
| 1        | 181      | Chris Froome       | Team Sky      | 80h 21' 59" |
| 2        | 1        | Tom Dumoulin       | Team Sunweb   | + 40"       |
| 3        | 81       | Thibaut Pinot      | Groupama–FDJ  | + 4' 17"    |
| 4        | 31       | Miguel Ángel López | Astana        | + 4' 57"    |
| 5        | 122      | Richard Carapaz    | Movistar Team | + 5' 44"    |

### 20. szakasz
Susa → Cervinia
| Helyezés | Rajtszám | Versenyző           | Csapat              | Idő        |
| -------- | -------- | ------------------- | ------------------- | ---------- |
| 1        | 116      | Mikel Nieve         | Mitchelton–Scott    | 5h 43' 48" |
| 2        | 175      | Robert Gesink       | Team Lotto NL–Jumbo | + 2' 17"   |
| 3        | 74       | Felix Großschartner | Bora–Hansgrohe      | + 2' 42"   |
| 4        | 51       | Giulio Ciccone      | Bardiani–CSF        | + 3' 45"   |
| 5        | 191      | Gianluca Brambilla  | Trek–Segafredo      | + 5' 23"   |

| Helyezés | Rajtszám | Versenyző          | Csapat         | Idő         |
| -------- | -------- | ------------------ | -------------- | ----------- |
| 1        | 181      | Chris Froome       | Team Sky       | 86h 11' 50" |
| 2        | 1        | Tom Dumoulin       | Team Sunweb    | + 46"       |
| 3        | 31       | Miguel Ángel López | Astana         | + 4' 57"    |
| 4        | 122      | Richard Carapaz    | Movistar Team  | + 5' 44"    |
| 5        | 122      | Domenico Pozzovivo | Bahrain–Merida | + 8' 03"    |

### 21. szakasz
Róma → Róma
| Helyezés | Rajtszám | Versenyző           | Csapat                      |
| -------- | -------- | ------------------- | --------------------------- |
| 1        | 73       | Sam Bennett         | Bora–Hansgrohe              |
| 2        | 131      | Elia Viviani        | Quick Step Floors           |
| 3        | 63       | Jean-Pierre Drucker | BMC Racing Team             |
| 4        | 167      | Baptiste Planckaert | Katyusa–Alpecin             |
| 5        | 23       | Manuel Belletti     | Androni–Sidermec–Bottecchia |

| Helyezés | Rajtszám | Versenyző          | Csapat         | Idő         |
| -------- | -------- | ------------------ | -------------- | ----------- |
| 1        | 181      | Chris Froome       | Team Sky       | 89h 02' 39" |
| 2        | 1        | Tom Dumoulin       | Team Sunweb    | + 40"       |
| 3        | 31       | Miguel Ángel López | Astana         | + 4' 57"    |
| 4        | 122      | Richard Carapaz    | Movistar Team  | + 5' 44"    |
| 5        | 122      | Domenico Pozzovivo | Bahrain–Merida | + 8' 03"    |

## Összegzés
| Szakasz (Győztes)           | Összetett    | Pontverseny  | Hegyi pontverseny | Fiatalok versenye     | Csapatok versenye |
| --------------------------- | ------------ | ------------ | ----------------- | --------------------- | ----------------- |
| 1. (Tom Dumoulin)           | Tom Dumoulin | Tom Dumoulin | Nem osztották ki  | Maximilian Schachmann | Katyusa–Alpecin   |
| 2. (Elia Viviani)           | Rohan Dennis | Elia Viviani | Enrico Barbin     | Maximilian Schachmann | Katyusa–Alpecin   |
| 3. (Elia Viviani)           | Rohan Dennis | Elia Viviani | Enrico Barbin     | Maximilian Schachmann | Katyusa–Alpecin   |
| 4. (Tim Wellens)            | Rohan Dennis | Elia Viviani | Enrico Barbin     | Maximilian Schachmann | Mitchelton–Scott  |
| 5. (Enrico Battaglin)       | Rohan Dennis | Elia Viviani | Enrico Barbin     | Maximilian Schachmann | Mitchelton–Scott  |
| 6. (Esteban Chaves)         | Simon Yates  | Elia Viviani | Esteban Chaves    | Richard Carapaz       | Mitchelton–Scott  |
| 7. (Sam Bennett)            | Simon Yates  | Elia Viviani | Esteban Chaves    | Richard Carapaz       | Mitchelton–Scott  |
| 8. (Richard Carapaz)        | Simon Yates  | Elia Viviani | Esteban Chaves    | Richard Carapaz       | Mitchelton–Scott  |
| 9. (Simon Yates)            | Simon Yates  | Elia Viviani | Simon Yates       | Richard Carapaz       | Mitchelton–Scott  |
| 10. (Matej Mohorič)         | Simon Yates  | Elia Viviani | Simon Yates       | Richard Carapaz       | Mitchelton–Scott  |
| 11. (Simon Yates)           | Simon Yates  | Elia Viviani | Simon Yates       | Richard Carapaz       | Mitchelton–Scott  |
| 12. (Sam Bennett)           | Simon Yates  | Elia Viviani | Simon Yates       | Richard Carapaz       | Mitchelton–Scott  |
| 13. (Elia Viviani)          | Simon Yates  | Elia Viviani | Simon Yates       | Richard Carapaz       | Mitchelton–Scott  |
| 14. (Chris Froome)          | Simon Yates  | Elia Viviani | Simon Yates       | Miguel Ángel López    | Team Sky          |
| 15. (Simon Yates)           | Simon Yates  | Elia Viviani | Simon Yates       | Miguel Ángel López    | Team Sky          |
| 16. (Rohan Dennis)          | Simon Yates  | Elia Viviani | Simon Yates       | Miguel Ángel López    | Team Sky          |
| 17. (Elia Viviani)          | Simon Yates  | Elia Viviani | Simon Yates       | Miguel Ángel López    | Team Sky          |
| 18. (Maximilian Schachmann) | Simon Yates  | Elia Viviani | Simon Yates       | Miguel Ángel López    | Team Sky          |
| 19. (Chris Froome)          | Chris Froome | Elia Viviani | Chris Froome      | Miguel Ángel López    | Team Sky          |
| 20. (Mikel Nieve)           | Chris Froome | Elia Viviani | Chris Froome      | Miguel Ángel López    | Team Sky          |
| 21. (Sam Bennett)           | Chris Froome | Elia Viviani | Chris Froome      | Miguel Ángel López    | Team Sky          |
| Győztesek                   | Chris Froome | Elia Viviani | Chris Froome      | Miguel Ángel López    | Team Sky          |

## Végeredmény

### Összesített verseny
| Helyezés | Rajtszám | Versenyző          | Csapat                    | Idő/különbség |
| -------- | -------- | ------------------ | ------------------------- | ------------- |
| 1        | 181      | Chris Froome       | Team Sky                  | 89h 02' 39"   |
| 2        | 1        | Tom Dumoulin       | Team Sunweb               | + 46"         |
| 3        | 31       | Miguel Ángel López | Astana Pro Team           | + 4' 57"      |
| 4        | 122      | Richard Carapaz    | Movistar Team             | + 5' 44"      |
| 5        | 41       | Domenico Pozzovivo | Bahrain–Merida            | + 8' 03"      |
| 6        | 32       | Pello Bilbao       | Astana                    | + 11' 50"     |
| 7        | 75       | Patrick Konrad     | Bora–Hansgrohe            | + 13' 01"     |
| 8        | 172      | George Bennett     | Team Lotto NL–Jumbo       | + 13' 17"     |
| 9        | 6        | Sam Oomen          | Team Sunweb               | + 14' 18"     |
| 10       | 71       | Davide Formolo     | Bora–Hansgrohe            | + 15' 16"     |
| 11       | 11       | Alexandre Geniez   | AG2R La Mondiale          | + 17' 30"     |
| 12       | 187      | Wout Poels         | Team Sky                  | + 17' 40"     |
| 13       | 184      | Sergio Henao       | Team Sky                  | + 29' 41"     |
| 14       | 163      | José Gonçalves     | Katyusa–Alpecin           | + 34' 29"     |
| 15       | 121      | Carlos Bentacur    | Movistar Team             | + 41' 48"     |
| 16       | 61       | Rohan Dennis       | BMC Racing Team           | + 56' 07"     |
| 17       | 116      | Mikel Nieve        | Mitchelton–Scott          | + 58' 16"     |
| 18       | 191      | Gianluca Brambilla | Trek–Segafredo            | + 1h 00' 30"  |
| 19       | 151      | Michael Woods      | EF Education First–Drapac | + 1h 01' 24"  |
| 20       | 15       | Hubert Dupont      | AG2R La Mondiale          | + 1h 03' 54"  |

### Pontverseny
| Helyezés | Rajtszám | Versenyző         | Csapat                        | Pont     |
| -------- | -------- | ----------------- | ----------------------------- | -------- |
| 1        | 131      | Elia Viviani      | Quick Step Floors             | 341 pont |
| 2        | 73       | Sam Bennett       | Bora–Hansgrohe                | 282 pont |
| 3        | 22       | Davide Ballerini  | Androni–Sidermec–Bottecchia   | 147 pont |
| 4        | 156      | Sacha Modolo      | EF Education First–Drapac     | 122 pont |
| 5        | 118      | Simon Yates       | Mitchelton–Scott              | 113 pont |
| 6        | 25       | Marco Frapporti   | Androni–Sidermec–Bottecchia   | 111 pont |
| 7        | 178      | Danny van Poppel  | Team Lotto NL–Jumbo           | 107 pont |
| 8        | 43       | Niccolò Bonifazio | Bahrain–Merida                | 103 pont |
| 9        | 218      | Eugert Zhupa      | Wilier Triestina–Selle Italia | 84 pont  |
| 10       | 1        | Tom Dumoulin      | Team Sunweb                   | 73 pont  |

### Hegyi pontverseny
| Helyezés | Rajtszám | Versenyző          | Csapat            | Pont     |
| -------- | -------- | ------------------ | ----------------- | -------- |
| 1        | 181      | Chris Froome       | Team Sky          | 125 pont |
| 2        | 51       | Giulio Ciccone     | Bardiani–CSF      | 108 pont |
| 3        | 118      | Simon Yates        | Mitchelton–Scott  | 91 pont  |
| 4        | 116      | Mikel Nieve        | Mitchelton–Scott  | 79 pont  |
| 5        | 122      | Richard Carapaz    | Movistar Team     | 65 pont  |
| 6        | 1        | Tom Dumoulin       | Team Sunweb       | 49 pont  |
| 7        | 111      | Esteban Chaves     | Mitchelton–Scott  | 47 pont  |
| 8        | 203      | Valerio Conti      | UAE Team Emirates | 42 pont  |
| 9        | 41       | Domenico Pozzovivo | Bahrain–Merida    | 40 pont  |
| 10       | 17       | Matteo Montaguti   | AG2R La Mondiale  | 37 pont  |

### Fiatalok versenye
| Helyezés | Rajtszám | Versenyző             | Csapat                      | Idő/különbség |
| -------- | -------- | --------------------- | --------------------------- | ------------- |
| 1        | 31       | Miguel Ángel López    | Astana                      | 89h 07' 36"   |
| 2        | 122      | Richard Carapaz       | Movistar Team               | + 47"         |
| 3        | 6        | Sam Oomen             | Team Sunweb                 | + 9' 21"      |
| 4        | 203      | Valerio Conti         | UAE Team Emirates           | + 1h 18' 07"  |
| 5        | 26       | Fausto Masnada        | Androni–Sidermec–Bottecchia | + 1h 21' 16"  |
| 6        | 74       | Felix Großschartner   | Bora–Hansgrohe              | + 1h 23' 50"  |
| 7        | 44       | Matej Mohorič         | Bahrain–Merida              | + 1h 35' 21"  |
| 8        | 136      | Maximilian Schachmann | Quick Step Floors           | + 1h 36' 39"  |
| 9        | 113      | Jack Haig             | Mitchelton–Scott            | + 1h 58' 09"  |
| 10       | 51       | Giulio Ciccone        | Bardiani–CSF                | + 2h 03' 58"  |

### Csapatok versenye
| Helyezés | Csapat              | Idő/különbség |
| -------- | ------------------- | ------------- |
| 1        | Team Sky            | 267h 48' 47"  |
| 2        | Astana              | + 24' 58"     |
| 3        | Bora–Hansgrohe      | + 43' 32"     |
| 4        | Team Sunweb         | + 1h 14' 35"  |
| 5        | AG2R La Mondiale    | + 1h 30' 32"  |
| 6        | Movistar Team       | + 1h 39' 45"  |
| 7        | Team Lotto NL–Jumbo | + 1h 47' 01"  |
| 8        | Mitchelton–Scott    | + 2h 31' 52"  |
| 9        | UAE Team Emirates   | + 2h 33' 27"  |
| 10       | Groupama–FDJ        | + 2h 34' 04"  |